# 1579 az irodalomban
Az 1579. év az irodalomban.

## Születések
- február 9. – Johannes Meursius holland történetíró, klasszika-filológus († 1639)
- március 24. – Tirso de Molina  költő, elbeszélő, drámaíró, a spanyol barokk dráma neves képviselője († 1648)
- 1579 – John Fletcher angol drámaíró († 1625)

## Halálozások
- november 15. – Dávid Ferenc, az Erdélyi Unitárius Egyház megalapítója és első püspöke (* 1520 körül)